# Джиммі Міллар
Джиммі Міллар (англ. Jimmy Millar, 20 листопада 1934, Единбург — 20 жовтня 2022) — шотландський футболіст, що грав на позиції нападника.
Виступав, зокрема, за клуб «Рейнджерс», а також національну збірну Шотландії.
Шестиразовий чемпіон Шотландії. П'ятиразовий володар Кубка Шотландії. Чотириразовий володар Кубка шотландської ліги.

## Клубна кар'єра
У дорослому футболі дебютував 1952 року виступами за команду клубу «Данфермлін Атлетік», в якій провів три сезони, взявши участь лише у 5 матчах чемпіонату.
Своєю грою за цю команду привернув увагу представників тренерського штабу клубу «Рейнджерс», до складу якого приєднався 1955 року. Відіграв за команду з Глазго наступні дванадцять сезонів своєї ігрової кар'єри. У складі «Рейнджерс» був одним з головних бомбардирів команди, маючи середню результативність на рівні 0,47 голу за гру першості.
Завершив професійну ігрову кар'єру у клубі «Данді Юнайтед», за команду якого виступав протягом 1967—1969 років.

## Виступи за збірну
У 1963 році дебютував в офіційних матчах у складі національної збірної Шотландії. Протягом кар'єри у національній команді, яка тривала усього 1 рік, провів у формі головної команди країни 2 матчі.

## Титули і досягнення

### Командні
- Чемпіон Шотландії (6):

««Рейнджерс»: 1955-1956, 1956-1957, 1958-1959, 1960-1961, 1962-1963, 1963-1964
- Володар Кубка Шотландії (5):

«Рейнджерс»: 1959-1960, 1961-1962, 1962-1963, 1963-1964, 1965-1966
- Володар Кубка шотландської ліги (4):

«Рейнджерс»: 1960-1961, 1961-1962, 1963-1964, 1964-1965

### Особисті
- Найкращий бомбардир Кубка Кубків УЄФА: 1960-1961 (5 м'ячів, стільки ж забили Курт Хамрін та Ральф Бранд)
- Найкращий бомбардир Чемпіонату Шотландії: 1962-1963 (27 м'ячів)